# Festival Televisivo de la Canción de la UAR 2015
El IV Festival Televisivo de la Canción de la UAR (oficialmente ABU TV Song Festival 2015) tuvo lugar en Estambul, Turquía, el 28 de octubre de 2015, y coincidiendo con la 52.ª Asamblea General de la (ABU). en el cual 12 países participaron en esa ocasión.

## Ubicación
La UAR anunció en octubre de 2014 que el Festival de la Canción 2015 tendría lugar en la ciudad turca de Estambul coincidiendo con la 52.ª Asamblea General de la Unión Asia-Pacífica de Radiodifusión. Estambul anteriormente fue anfitrión del Festival de la Canción de Eurovisión 2004, concurso que tuvo lugar en el Abdi İpekçi Arena. Para la cuarta edición del Festival Televisivo de la UAR, se seleccionó el Centro de Congresos de Estambul.

### Televisión anfitriona
Türkiye Radyo Televizyon Kurumu, generalmente conocido como TRT, fue la televisión anfitriona para el festival el 28 de octubre de 2015.

## Formato
El Festival Televisivo de la Canción de la UAR celebra la cultura de música popular de cada país participante, permitiendo que cada país presente un artista de alto perfil, de manera no competitiva.

## Lista de participantes
12 países confirmaron su participación; India y Kazajistán hicieron su debut en esta edición
| País y TV                               | Título original de la canción | Artista                    |
| País y TV                               | Traducción al español         | Idiomas                    |
| --------------------------------------- | ----------------------------- | -------------------------- |
| Afganistán Radio Television Afghanistan | "Ghoroore Tu, Shikaste Ma"    | Mozhdah                    |
| Afganistán Radio Television Afghanistan | "Tu Orgullo, Nuestra Ruptura" | persa                      |
| Maldivas IBC                            | "The Maldives Song"           | Mariyam Unoosha            |
| Maldivas IBC                            | "La Canción de las Maldivas"  | inglés y maldivo           |
| Kazajistán Kazmedia Ortalygy            | "Daididau"                    | Dimash Kudaibergen         |
| Kazajistán Kazmedia Ortalygy            | -                             | kazajo                     |
| Macao TDM                               | "Bèiduibèi"                   | Ma Man Lei & Kyla          |
| Macao TDM                               | "Espalda con espalda"         | cantonés                   |
| India Doordarshan                       | "Radiant Ruby"                | Sanjeevani Bhelande        |
| India Doordarshan                       | "Rubí Radiante"               | inglés e hindú             |
| Vietnam VTV                             | "In The Music Tonight"        | Dinh Manh Ninh             |
| Vietnam VTV                             | "En La Música Esta Noche"     | inglés y vietnamita        |
| Japón NHK                               | "Sisters"                     | Scandal                    |
| Japón NHK                               | "Hermanas"                    | inglés y japonés           |
| Indonesia TVRI                          | "Tak Kembali"                 | Zahra Damariva             |
| Indonesia TVRI                          | "No Vuelvas"                  | indonesio                  |
| Hong Kong TVB                           | "Accept The Part"             | Vivian Koo & Tracey Gu Wei |
| Hong Kong TVB                           | "Acepta La Parte"             | cantonés                   |
| Corea del Sur KBS                       | "Cinderella"                  | CNBLUE                     |
| Corea del Sur KBS                       | "Cenicienta"                  | inglés y coreano           |
| Malasia RTM                             | "Dialah Di Hati"              | Ernie Zakri                |
| Malasia RTM                             | "Él Está En El Corazón"       | malayo                     |
| Turquía TRT                             | "Katilimiz Olursun"           | Murat Dalkiliç             |
| Turquía TRT                             | "Serás Nuestro Asesino"       | turco                      |

## Otros países
- Australia: El 3 de junio, SBS confirmó que no participará en 2015.[8]
- Brunéi: El 25 de junio, RTB confirmó que no participará en 2015.[9]
- Maldivas: El 6 de marzo VMedia confirmó que no tienen planes para participar en 2015.[10]
- Nueva Zelanda: El 11 de junio, TVNZ confirmó que no tienen planes de debutar en 2015.[11]

## Predecesor y sucesor
| Predecesor: Macao 2014 | Festival Televisivo de la Canción de la UAR Estambul 2015 | Sucesor: Yakarta 2016 |